# Францль, Фридрих
Фридрих Францль (нем. Friederich Franzl; 6 марта 1905, Австро-Венгрия — 1989) — австрийский футболист, игравший на позиции вратаря. Известен по выступлениям в составе клубов «Адмира» и «Винер Шпорт-Клуб», а также национальной сборной Австрии. Двукратный чемпион Австрии, обладатель кубка Австрии.
Участник чемпионата мира 1934 года.

## Клубная карьера
В составе клуба «Адмира» (Вена) начал играть в сезоне 1923—1924 годов. Первые сезоны боролся за место в основном составе с Фридрихом Визером. Благодаря эффектному и эффективному стилю игры получил от газет прозвище «Флоридорфский Самора», в честь сильнейшего вратаря мира того времени Рикордо Саморы.
В 1927 году вместе с командой завоевал первый в истории клуба титул чемпиона Австрии. Неожиданным конкурентом «Адмир» в борьбе за титул стал клуб «Бригиттенауер». В последнем туре команды проводили очную встречу, в которой «Адмира», которая имела преимущество в одно очко, победила со счетом 5:0 и получила свой первый чемпионский трофей. На счету Францля участие во всех 24 матчах сезона. Летом сыграл в обоих четвертьфинальных матчах Кубка Митропы, в которых австрийский клуб встречался с чехословацкой «Спартой». В первом матче «Спарта» победила со счетом 5:1, но в ответном матче на 60-й минуте уже «Адмира» побеждала 5:1. Впрочем, команде не удалось удержать этот результат и в конце матча чешские игроки сумели забить два гола и пройти в следующий раунд .
В следующем сезоне «Адмира» вновь победила в чемпионате, опередив на три очка «Рапид» . В национальном первенстве Фрадрих сыграл 23 матча. Также клуб получил кубок Австрии. В финальном поединке команда переиграла «Винер АК» со счетом 2:1.
Летом 1928 клуб снова пробовал свои силы в матчах кубка Митропы. В 1/4 финала команда переиграла чехословацкую «Славия» — 3:1, 3:3. В полуфинале «Адмира» в обоих матчах уступила будущему чемпиону венгерском «Ференцварошу» (1:2, 0:1).
Играл в составе «Адмиры» до 1931 года. Сыграл в национальном первенстве 154 матча, 25 матчей в Кубке Австрии, 6 матчей в Кубке Митропы.
С 1931 по 1937 год выступал в команде «Винер Шпорт-Клуб». В чемпионате команда в годы выступлений Францля держалась в середине таблицы, а в кубке Австрии достигла финала в 1937 году, где уступила «Фёрсту» со счетом 0:2.

## Выступления за сборную
В составе сборной Австрии дебютировал в 1926 году в поединке со сборной Швейцарии. Вышел на замену на несколько минут в середине второго тайма. Был основным вратарем сборной в 1928—1929 годах. Был участником шести матчей Кубка Центральной Европы 1927—1930, в котором сборная Австрии заняла второе место. Один матч сыграл в розыгрыше 1931-1932, когда австрийская сборная стала победителем соревнований. Всего в период с 1926 по 1931 сыграл 15 матчей. В 1934 году был включен в заявку сборной на чемпионате мира в Италии в качестве запасного вратаря.
Также активно выступал в составе сборной Вены. Дебютировал в 1928 году в поединке против сборной Парижа, который завершился выездной победой австрийцев со счетом 3:0. В том же году сыграл в матче со сборной шведского Мальме (2:2). Еще четыре игры за сборную Вены провел в 1931 году против Праги (5:2), Кельна (6:1), Дуйсбурга (6:2) и Белград (4:1) .

## Достижения
«Адмира»:
- Чемпион Австрии (2):1927, 1928
- Серебряный призер чемпионата Австрии (3):1929, 1930, 1931
- Обладатель кубка Австрии (1):1928

«Винер Шпорт-Клуб»:
- Финалист Кубка Австрии (1):1937

Сборная Австрии:
- Обладатель Кубка Центральной Европы (1):1931-1932
- Второе место Кубка Центральной Европы (1):1927-1930
- Четвертое место чемпионата мира (1):1934 (как резервный вратарь)

## Статистика

### Статистика клубных выступлений
| Клуб               | Сезон | Чемпионат | Чемпионат | Кубок | Кубок | Кубок Митропы | Кубок Митропы | Всего | Всего |
| Клуб               | Сезон | Матчи     | Голыи     | Матчи | Голы  | Матчи         | Голы          | Матчи | Голы  |
| ------------------ | ----- | --------- | --------- | ----- | ----- | ------------- | ------------- | ----- | ----- |
| «Адмира» (Вена)    |       |           |           |       |       |               |               |       |       |
| 1923-1924          | 12    | 0         | 1         | 0     | -     | -             | 13            | 0     |       |
| 1924-1925          | 12    | 0         | 3         | 0     | -     | -             | 15            | 0     |       |
| 1925-1926          | 14    | 0         | 0         | 0     | -     | -             | 14            | 0     |       |
| 1926-1927          | 24    | 0         | 4         | 0     | -     | -             | 28            | 0     |       |
| 1927-1928          | 23    | 0         | 4         | 0     | 2     | 0             | 29            | 0     |       |
| 1928-1929          | 22    | 0         | 3         | 0     | 4     | 0             | 29            | 0     |       |
| 1929-1930          | 19    | 0         | 2         | 0     | -     | -             | 21            | 0     |       |
| 1930-1931          | 18    | 0         | 8+        | 0     | -     | -             | 26            | 0     |       |
| Всего              | 154   | 0         | 25        | 0     | 6     | 0             | 185           | 0     |       |
| «Винер Шпорт-Клуб» |       |           |           |       |       |               |               |       |       |
| 1931-1932          | 22    | 0         | ?         | ?     | -     | -             | 22+           | 0     |       |
| 1932-1933          | 22    | 0         | ?         | ?     | -     | -             | 22+           | 0     |       |
| 1933-1934          | 22    | 0         | ?         | ?     | -     | -             | 22+           | 0     |       |
| 1934-1935          | 22    | 0         | ?         | ?     | -     | -             | 22+           | 0     |       |
| 1935-1936          | 19    | 0         | ?         | ?     | -     | -             | 19+           | 0     |       |
| 1936-1937          | 13    | 0         | 5         | 0     | -     | -             | 18            | 0     |       |

### Статистика выступлений в Кубке Митропы
| №                     | Розыгрыш              | Стадия                | Дата и место проведения | Команда 1             | Счет | Команда 2      | Голы |
| --------------------- | --------------------- | --------------------- | ----------------------- | --------------------- | ---- | -------------- | ---- |
| 1                     | 1927                  | 1/4                   | 14.08.1927 Прага        | Спарта (Прага)        | 5:1  | Адмира (Вена)  |      |
| 2                     | 1927                  | 1/4                   | 21.08.1927 Вена         | Адмира (Вена)         | 5:3  | Спарта (Прага) |      |
| 3                     | 1928                  | 1/4                   | 15.08.1928 Вена         | Адмира (Вена)         | 3:1  | Славия (Прага) |      |
| 4                     | 1928                  | 1/4                   | 19.08.1928 Прага        | Славия (Прага)        | 3:3  | Адмира (Вена)  |      |
| 5                     | 1928                  | 1/2                   | 9.09.1928 Вена          | Адмира (Вена)         | 1:2  | Ференцварош    |      |
| 6                     | 1928                  | 1/2                   | 16.09.1928 Будапешт     | Ференцварош           | 1:0  | Адмира (Вена)  |      |
| Всего в кубке Митропы | Всего в кубке Митропы | Всего в кубке Митропы | Всего в кубке Митропы   | Всего в кубке Митропы | 6    |                | 0    |